# Samina
Die Samina (oder Saminabach) ist ein Wildwasserfluss, der das Saminatal gebildet hat, das westlichste Tal im Rätikon und Nebental des Walgau. Das Saminatal nimmt mit seinen Nebentälern etwa einen Drittel der Landesfläche Liechtensteins ein, ist aber kaum besiedelt. Der Fluss hat eine Länge von zehn Kilometern, davon in Liechtenstein zwei Kilometer, im österreichischen Vorarlberg acht Kilometer. Mit den Quellflüssen Stägerbach (und dessen Quellflüssen Valünerbach und Malbunbach) und Valorschbach ist die Samina nach dem Alpenrhein der zweitlängste Fluss des Fürstentums Liechtenstein.

## Name
Das Gewässer wurde 1355 („bach … Samiun“) erstmals schriftlich erwähnt. Der Name dürfte mit dem urkeltischen Verb *sem für „gießen“ in Verbindung stehen.

## Geographie

### Verlauf
Die Samina entsteht beim Ölersegg (Grenzpunkt zwischen Triesenberg, einer Exklave von Schaan (Brandegg) und einer Exklave von Balzers), wo Stägerbach und Valorschbach zusammenfliessen. Sie durchfliesst von Süd nach Nord den Ostteil Liechtensteins und durchfliesst am Falleck auf 847 m ü. M. die Grenze. Im Ortsgebiet von Frastanz mündet sie in die Ill.

### Zuflüsse
Zuflüsse des hydrologischen Hauptstrangs Valünabach→Stägerbach→Samina
- Gritscherbach (rechts), 1,3 km
- Rettagräba (rechts)
- Gapfahlerbach (links), 1,7 km
- Schwarztobelbach (links), 1,2 km
- Hundstalbach (rechts), 1,5 km
- Gärtlerröfi (rechts)
- Breita Zug (rechts)
- Nospitzhaldabach (rechts) 0,9 km
- Krützletolabach (rechts)
- Sautobel(bach) (links)
- Töbelti(bach) (links), 0,5 km
- Malbunbach (rechts), 5,3 km
- Dürrabodabäch (links)
- Wisligraba (links)
- Berglekopfrüfe (rechts)
- Zügtobelbach (rechts), 1,5 km
- Chauftobelbach (links), 0,7 km
- Balmtobel(bach) (Schindelholztobelbach)  (links), 0,9 km
- Grosstobelbach (rechts), 1,4 km
- Sässtobelbach (links), 1,4 km
- Fölitola(bach) (rechts), 0,4 km
- Ruschegga(bach) (links), 1,4 km
- Hömadbäch [81220245] (rechts), 1,0 km
- Hömadbäch [81220244] (rechts), 0,9 km
- Breitegga(bach) (links)
- Wiss Röfi (rechts), 0,3 km
- Valorschbach (rechts), 4,9 km
- Pfifertobelbach (links), 0,8 km
- Tällitobelbach (links), 0,5 km
- Sässlitobelbach (links), 1,1 km
- Branntawintobelbach (links), 1,0 km
- Planknerröfibach (links), 0,3 km
- Zeigerwaldröfibach (links), 0,3 km
- Ziegerbergbach (rechts), 1,8 km
- Grapstobelbach (links), 1,0 km
- Finstertobelbach (rechts), 0,8 km
- Goppatobel(bach) (rechts), 1,8 km
- Stiegbach (links), 1,5 km
- Quelltobelbach (rechts), 0,6 km
- Vermalenbach (links), 1,9 km
- Innerer Lecktobelbach (rechts), 0,9 km
- Lecktobel(bach) (rechts), 1,2 km
- Kreuzeggtobel(bach) (rechts), 0,7 km
- Gavadurabach (rechts), 2,2 km
- Scheitertobel(bach) (links), 0,9 km
- Stofelbach (rechts), 0,5 km
- Altstofeltöbelebach (rechts), 0,8 km
- Rosstobel(bach) (links), 0,9 km
- Lochtobelbach (rechts), 1,0 km
- Sautobel(bach) (Inneres Sautobel) (links), 2,0 km
- Lehmtobel(bach) (links), 0,7 km
- Gafaduralochtobelbach (rechts), 0,9 km
- Roßtöbelebach (links), 0,7 km
- Sautobelbach (links), 0,8
- Garsettabach (rechts), 1,0 km
- Klöslefeldbach (rechts), 1,7 km

## Nutzung
Das Wasser wird einerseits intensiv zur Stromgewinnung, andererseits zur Trinkwasserversorgung für die Liechtensteiner Gemeinden verwendet und besitzt Güteklasse I bis II. 

### Liechtenstein
Im Zusammenhang mit dem Umbau des Kraftwerkes Samina 2011–2015 zu einem Pumpspeicherkraftwerk hat die Regierung des Fürstentums Liechtenstein am 2. März 2011 die Liechtensteinischen Kraftwerke gemäss dem Liechtensteiner Gewässerschutzgesetz, demzufolge bei Wasserentnahmen aus Fliessgewässern ganzjährig eine Restwasserführung in den Gewässern zur Erfüllung von deren ökologischen Funktionen zu gewährleisten ist, verpflichtet, ab dem 1. Januar 2013 bei den Wasserfassungen am Malbunbach, Valünabach und Saminabach bestimmte Dotierwassermengen an die Samina abzugeben. 
Gemäss dieser Entscheidung der Liechtensteinischen Regierung sollen die folgenden Dotierwassermengen an die Samina abgegeben werden:
- bei der Wasserfassung am Malbunbach mindestens 20 l/s
- beim Stausee Steg ganzjährig mindestens 25 l/s
- beim Pumpwerk Rietern eine jahreszeitlich gestaffelte Restwassermenge von 50–120 l/s

Diese Massnahme dient der ökologischen Verbesserung des Wassersystems der Samina, wird aber auch teilweise als nicht ausreichend angesehen.

### Österreich
Am unteren Lauf der Samina erzeugen die E-Werke Frastanz in drei Kraftwerken elektrische Energie aus Wasserkraft der Samina. 
Bei Sportlern ist das Gewässer als Rafting-Fluss beliebt.
Im mittleren Teil des Tales an der Grenze zwischen Liechtenstein und Österreich besteht das Europaschutzgebiet Spirkenwälder Saminatal.